# Huiszoeking
Een huiszoeking, officieel doorzoeking ter inbeslagneming en doorzoeking ter vastlegging, is het door de politie of een andere opsporingsambtenaar binnentreden in een woning of ander besloten lokaal zonder toestemming van de bewoner, met het doel om mogelijk bewijs voor een strafbaar feit op te sporen en zo nodig in beslag te nemen. Voor het binnentreden in een woning is doorgaans een machtiging vereist, meestal huiszoekingsbevel genoemd. 

## Nederland
Het Wetboek van Strafvordering (Nederland) spreekt van het doorzoeken van een plaats of vervoermiddel. Een plaats kan onder meer zijn een woning, doch ook andere locaties komen in aanmerking.
Het doorzoeken van een woning ter inbeslagname van de daarvoor vatbare voorwerpen (art. 97 Sv), wat in de volksmond de bovengenoemde huiszoeking wordt genoemd, is slechts toegestaan wanneer de rechter-commissaris hiervoor een machtiging heeft verleend. Deze machtiging geeft hij (doorgaans) op verzoek van de officier van justitie. Deze bevoegdheid tot het afgeven van de machtiging is trapsgewijs uiteengezet; wanneer het optreden van de RC niet kan worden afgewacht, is de officier van justitie bevoegd dit bevel te geven. Wanneer ook zijn optreden niet kan worden afgewacht, zal de hulpofficier van justitie hiertoe bevoegd zijn.
De machtiging kan slechts worden afgegeven voor delicten waarop voorlopige hechtenis is toegestaan of voor verdenking van een strafbaar feit op heterdaad. Er moet dus sprake zijn van een verdenking als bedoeld in artikel 27 van het Wetboek van Strafvordering.
De doorzoeking van een woning ter inbeslagname mag niet worden verward met zoekend rondkijken. Zoekend rondkijken is een bevoegdheid die opsporingsambtenaren hebben op grond van artikel 96 van het Wetboek van Strafvordering. Wanneer er sprake is van een verdenking van een strafbaar feit op heterdaad of verdenking van een misdrijf waarvoor voorlopige hechtenis is toegestaan, mag deze ambtenaar zonder tussenkomst van een officier van justitie of rechter iedere plaats, daaronder verstaande woningen, betreden, om ieder daartoe vatbaar voorwerp in beslag te nemen. Er is echter een wezenlijk verschil tussen zoekend rondkijken, en doorzoeken. Deze grens is in de jurisprudentie verder uitgewerkt. Het doelgericht een kast openen, valt bijvoorbeeld al onder doorzoeken.
De zittingsrechter die zich uiteindelijk over de onderhavige zaak zal moeten uitspreken, kan de machtiging toetsen en zo nodig het tijdens de doorzoeking inbeslaggenomen materiaal als onrechtmatig verkregen bewijs aanmerken.
Wanneer een bewoner toestemming geeft zijn woning te doorzoeken, maar er niet voldoende verdenking bestaat, kan het verkregen bewijsmateriaal niet als onrechtmatig verkregen worden aangemerkt.

### Schadecompensatie
Een huiszoeking kan achteraf onterecht blijken. Bijvoorbeeld: een huiszoeking naar aanleiding van het vermoeden van een hennepkwekerij, terwijl er geen hennepkwekerij wordt aangetroffen. Vaak wordt bij dergelijke huiszoekingen schade aangericht, bijvoorbeeld een geforceerde voordeur. Ook kan er sprake zijn van reputatieschade of een vorm van acute stressstoornis bij de bewoner(s) van het bewuste pand. Voor deze materiële en immateriële schade kan de politie alleen aansprakelijk worden gesteld indien huiszoeking plaatsvindt bij iemand die zelf op dat moment geen verdachte was en ook niet betrokken was bij de verdachte. Dit is vastgesteld in een uitspraak van de Hoge Raad der Nederlanden in 2004. Daarnaast is er sinds 2007 een wetswijziging in voorbereiding die ruimere schadevergoeding beoogt. Deze wijziging is onderdeel geworden van een groter project: de modernisering van het Wetboek voor Strafvordering.

### Doorzoeking in de rechtsgeschiedenis
Het fenomeen doorzoeking van een plaats is een verschijnsel dat al in de vroegmoderne periode opdook. Zo wordt in een gerechtsdocument uit 1731 de mogelijkheid tot doorzoeking als volgt beschreven: "Ende indien een sodaanen fugitiven retireerde in een huis, zal hetzelve mogen bezet en bewaard worden en met kennissen van den hogen of lagen officier ter plaetse huis soekinge gedaan (...) worden".

## België

### Bevel tot huiszoeking
In België is een huiszoeking toegestaan met een bevel van de onderzoeksrechter. Enkel de onderzoeksrechter of de gedelegeerde officier van de gerechtelijke politie kan de huiszoeking uitvoeren. Een huiszoeking met bevel van de onderzoeksrechter kan enkel tussen 05.00 uur 's morgens en 21.00 uur 's avonds.

### Huiszoeking met toestemming
De huiszoeking kan evenzeer gebeuren met de toestemming van de bewoner. In dat geval geeft de bewoner schriftelijk en voorafgaand aan de huiszoeking zijn toelating. In casu moet er geen rekening gehouden worden met de beperking qua uren, de huiszoeking kan zowel overdag als 's nachts plaatsvinden.
Is de toestemming gegeven, dan kan deze niet meer ingetrokken worden.

### Huiszoeking zonder toestemming
Een huiszoeking zonder huiszoekingsbevel is slechts legaal in de volgende gevallen: 
- Op verzoek van de bewoner van de plaats.
- Wanneer vanuit het huis hulpgeroep klinkt.
- Bij betrapping op heterdaad.
- In de gevallen bepaald door bijzondere wetten (douane, Drugswet...).

### Onwettige huiszoeking
Een onwettige huiszoeking is een huiszoeking buiten de door de wet bepaalde gevallen of een huiszoeking met schending van de essentiële voorschriften (bijvoorbeeld zonder toestemming, of bevel niet correct opgesteld).
Het bewijs dat wordt verkregen naar aanleiding van een onwettige huiszoeking, moet worden beschouwd als onrechtmatig verkregen bewijs. (De mate waarin het bewijs toch toelaatbaar is, moet onderzocht worden door de rechter.)
Naast deze gevolgen met betrekking tot het bewijs, riskeert de politieambtenaar die overgaat tot een onwettige huiszoeking te worden vervolgd voor woonstschennis.